# 葵青劇院

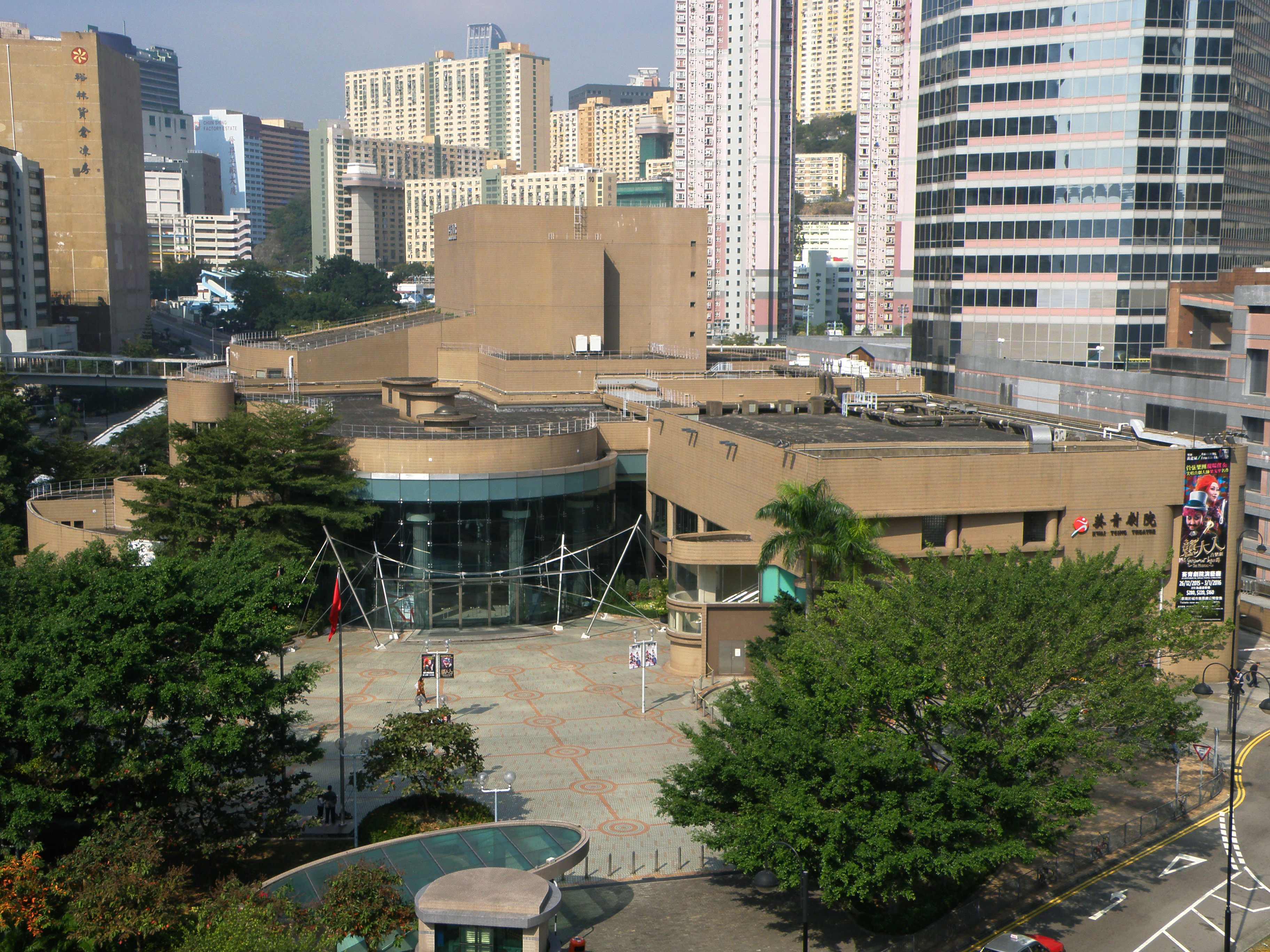
葵青劇院全貌

葵青劇院（英語：Kwai Tsing Theatre）是香港新界葵青區的一座劇院，位於葵涌興寧路12號，葵芳港鐵站對面。劇院於1996年動工興建，耗資約4億7000萬港元，於1999年11月18日由臨時區域市政局主席劉皇發主持正式開幕，現為康樂及文化事務署轄下的新界區5個主要演藝場地之一，亦為新界南及新九龍北部最主要的表演場地。劇院建築的外表由幾個弧形組成，圓滑的曲牆和其他平直的牆壁，合成一個有機建築群，標誌著本土藝術的多元化特色。劇院的主要表演場地包括演藝廳，是專為解決香港久缺中型表演場地而設計。劇院尚有展覽場地、排演和演講室，提供多樣化的設施，以迎合藝術工作者的需要。

## 設施
- 演藝廳
  - 演藝廳共有899個座位，配備先進的舞台設施及燈光系統，包括設有旋轉台的活動舞台、電腦操控的電動舞台吊桿系統、樂隊池升降台、活動迴音板、舞台台口調校功能等。演藝廳最主要是用作戲劇表演，觀眾席採用扇形設計，盡量拉近觀眾與舞台的距離。
- 黑盒劇場
  - 黑盒劇場是專為小型及實驗劇場而設的表演場地。觀眾席可配合舞台設計，搭建成橫向、三向或四向形式，以容納130至160名觀眾，切合不同製作的需要。
- 展覽廳
  - 展覽廳地方寬敞，面積350平方米，配備活動射燈、陳列板、擴音及音響播送設備、幻燈機、投影機及活動銀幕，適合舉行展覽及酒會。
- 演講室
  - 演講室面積100平方米，有98個座位，配置活動座位級台、擴音及音響播送設備、捲摺銀幕、活動銀幕、16米厘活動電影放映機、幻燈機、彩色錄像投映機及投映機，適合舉行講座、會議、電影放映及小型活動。
- 舞蹈室
  - 舞蹈室面積200平方米，配備專業用的舞蹈地板、練習扶杆系統、全身鏡牆、擴音及音響播送設備、幻燈機、投映機、活動銀幕及直立式鋼琴，特別適合進行排練及其他不同類型的小型活動和表演。
- 排演室
  - 排演室面積226平方米，配置類同舞蹈室，適合戲劇及舞蹈排練、聚會、研討會及小型表演及訓練班等。

## 其他設施
- 演藝廣場

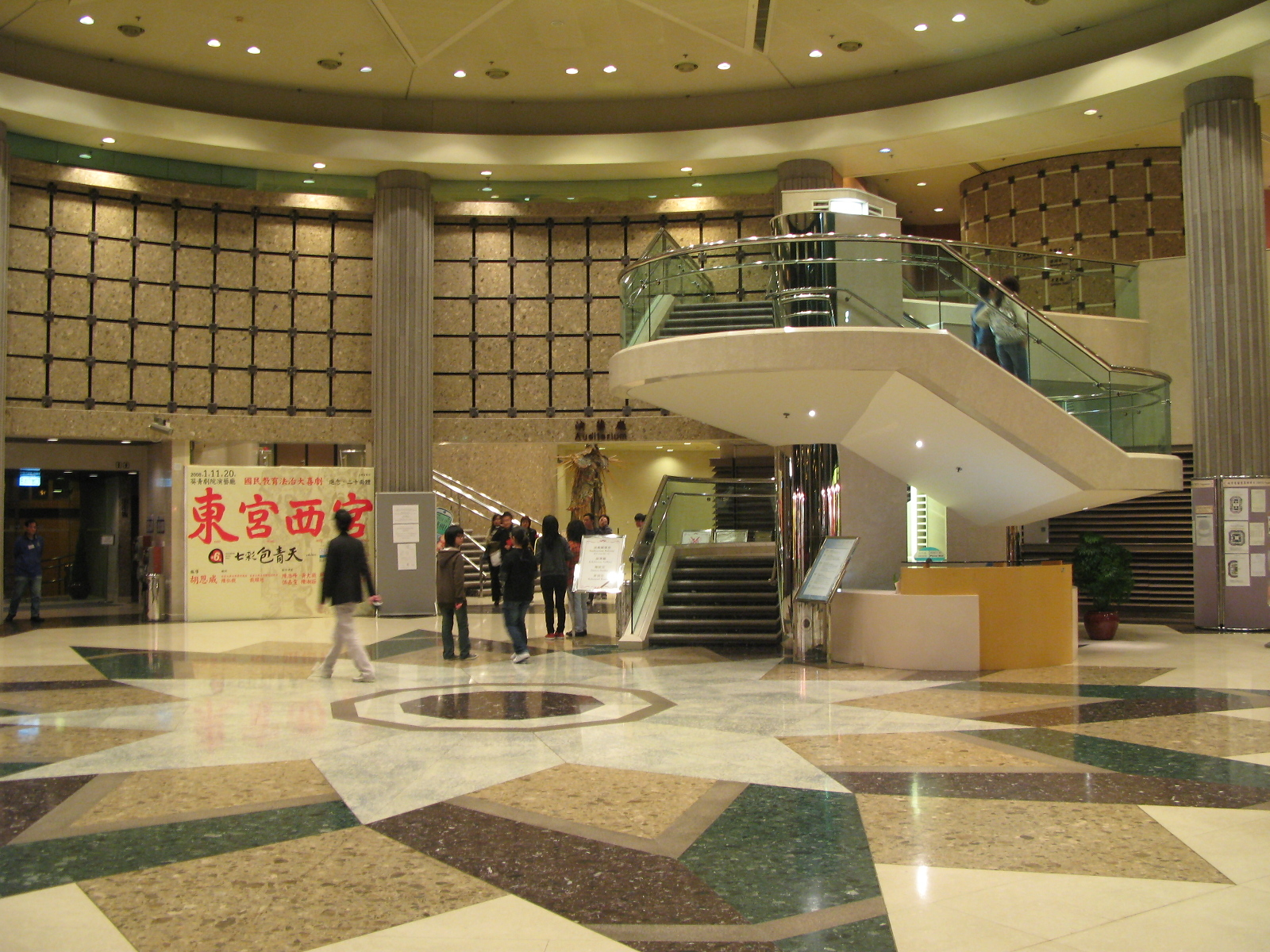
葵青劇院大堂

  - 葵青劇院每月在廣場舉行免費節目供香港市民欣賞。
- 餐廳
  - 翠園《中餐》
  - 牧羊少年咖啡．茶．酒館 《西餐》
- 售票處
  - 設有兩部城市電腦售票終端機
- 洗手間

## 鄰近景點
- 新都會廣場
- 葵涌運動場

## 實景

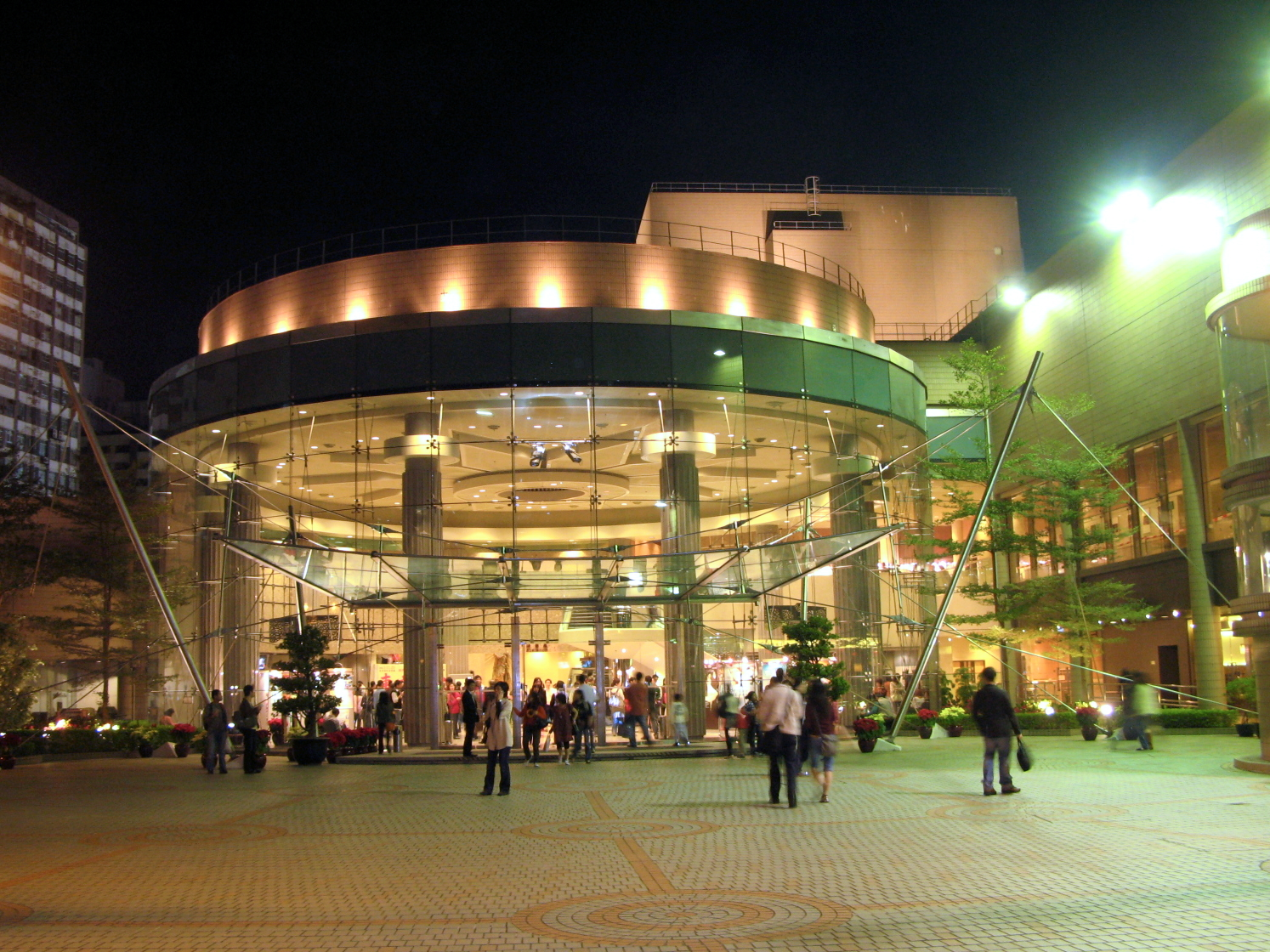
晚上的葵青劇院
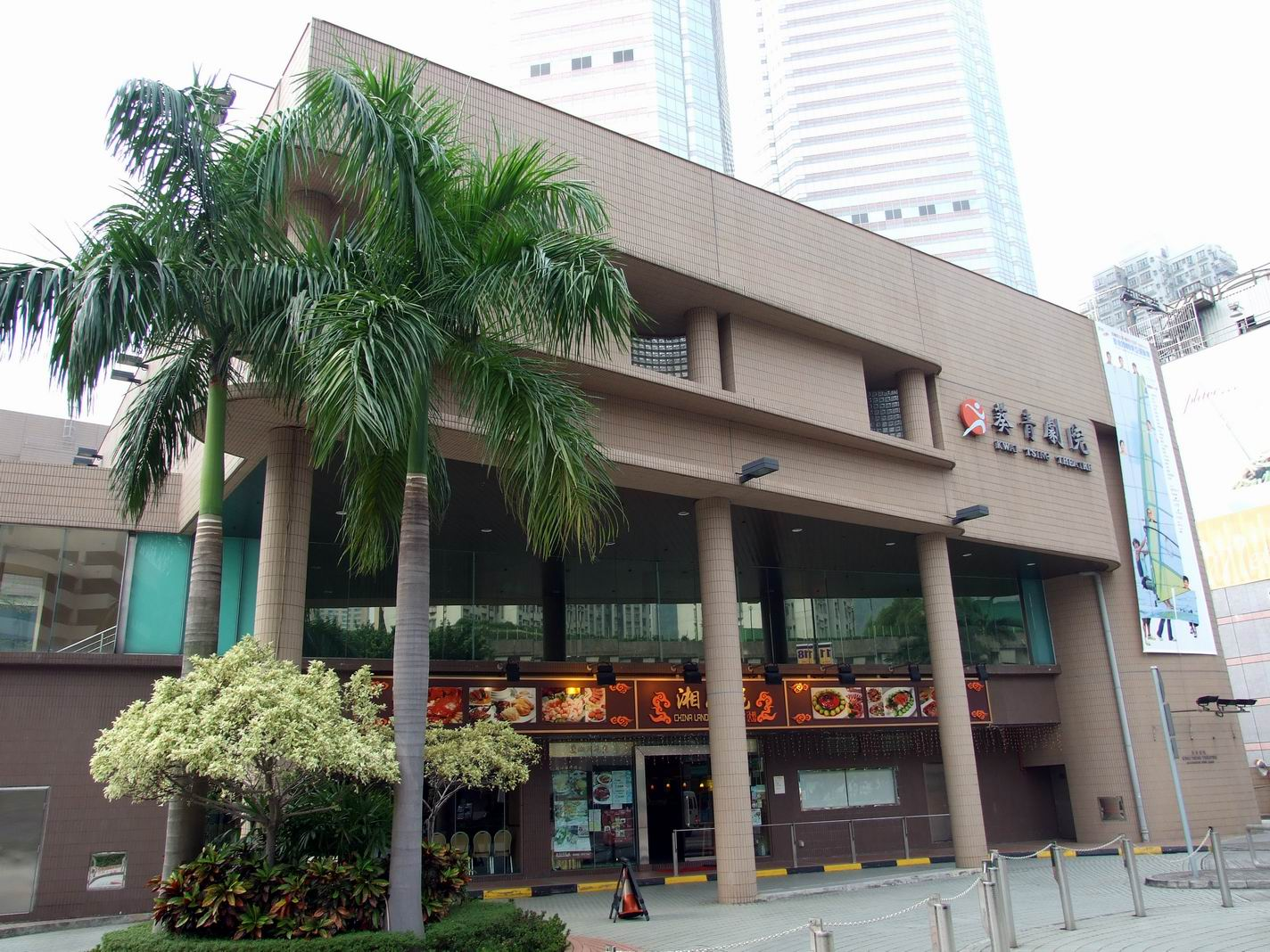
葵青劇院外觀
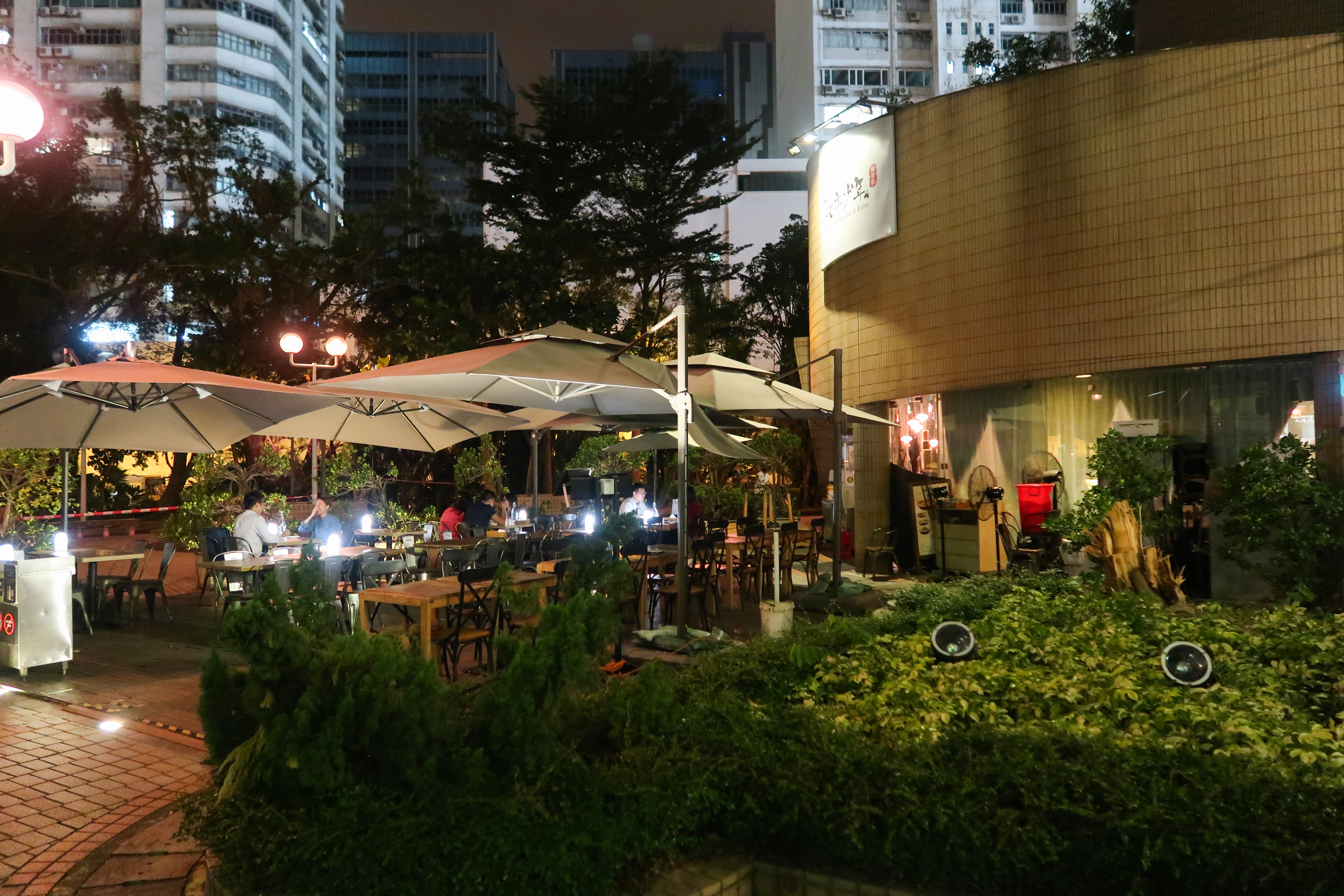
牧羊少年咖啡．茶．酒館
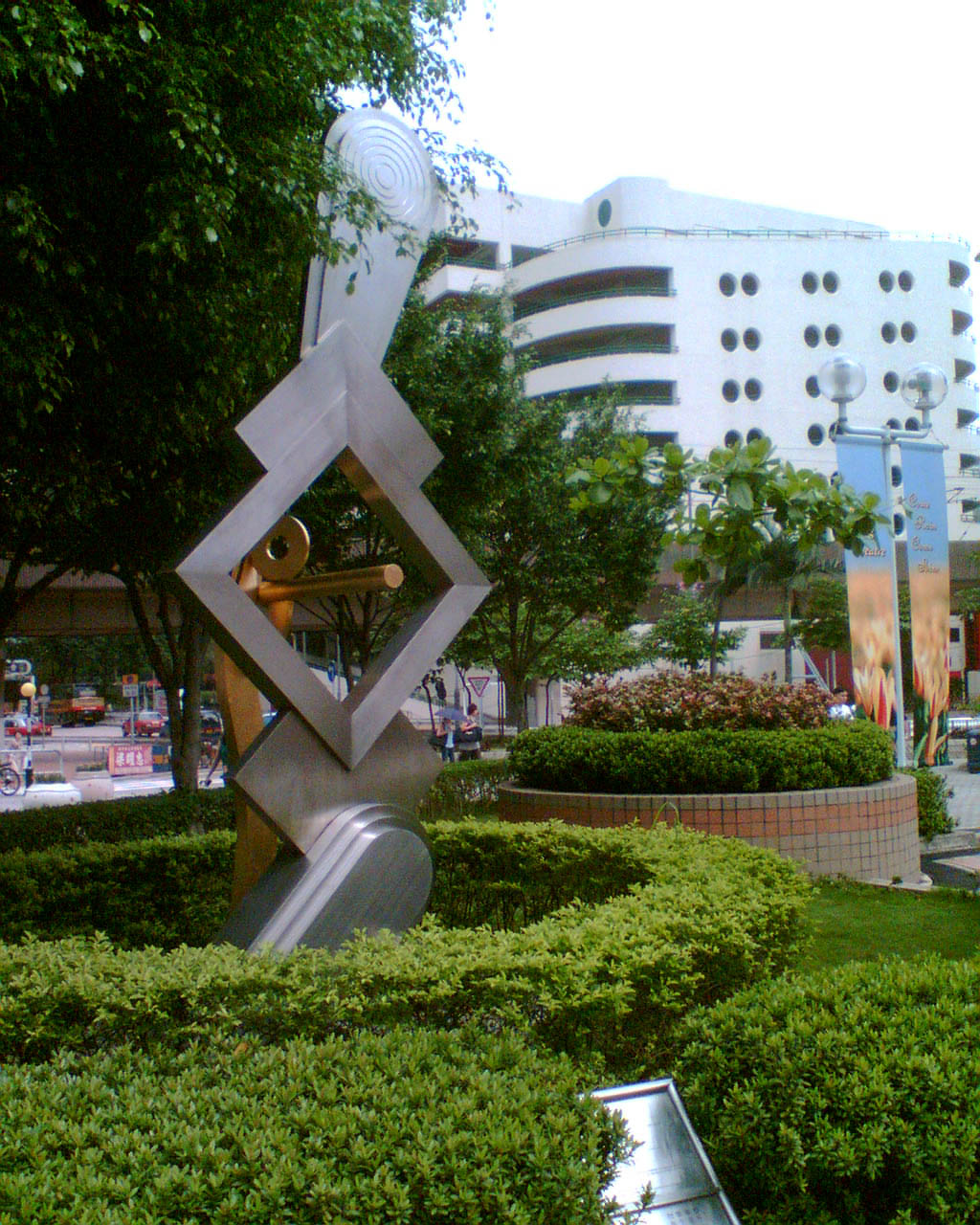
廣場的藝術擺設（一）
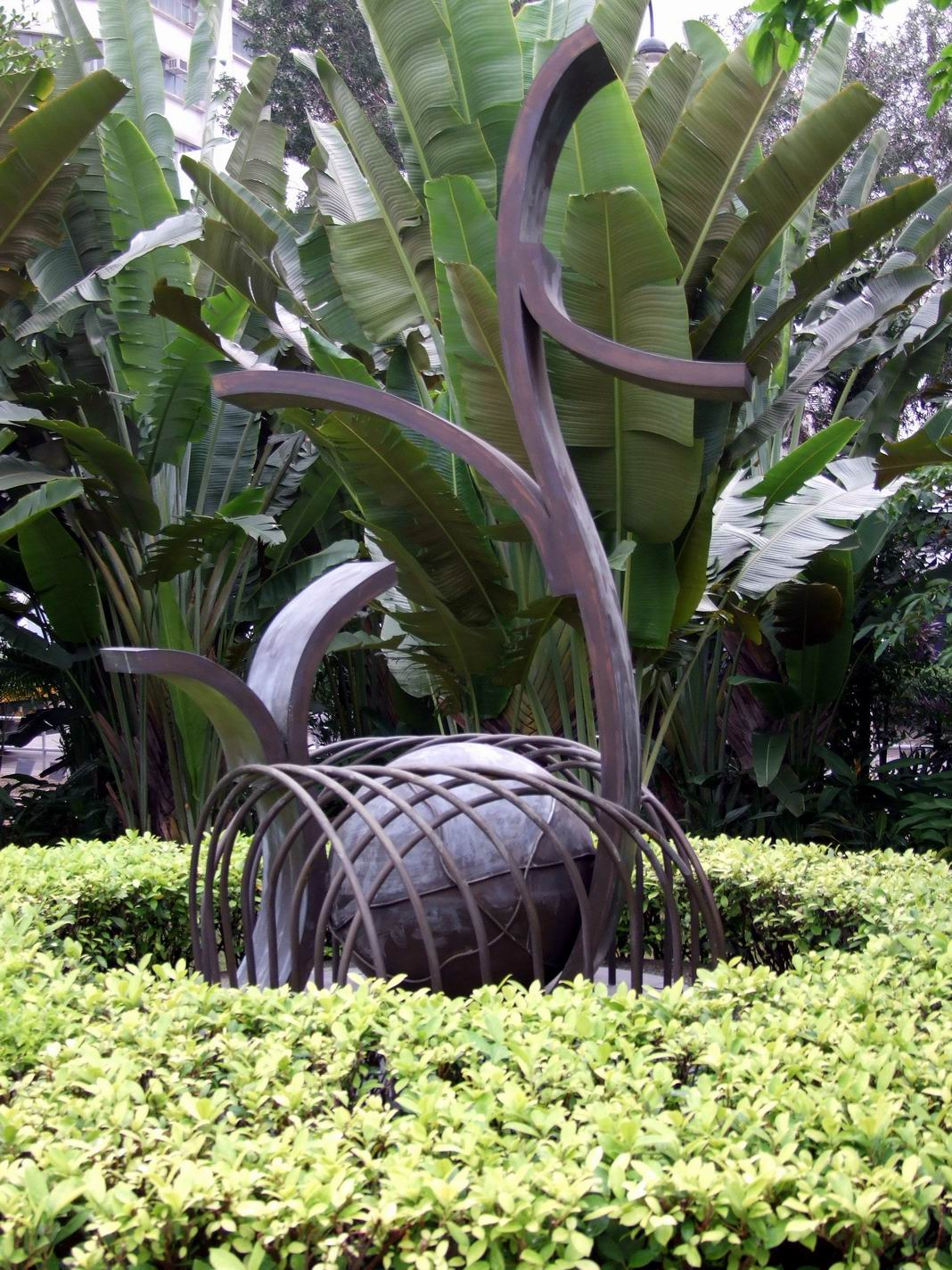
廣場的藝術擺設（二）
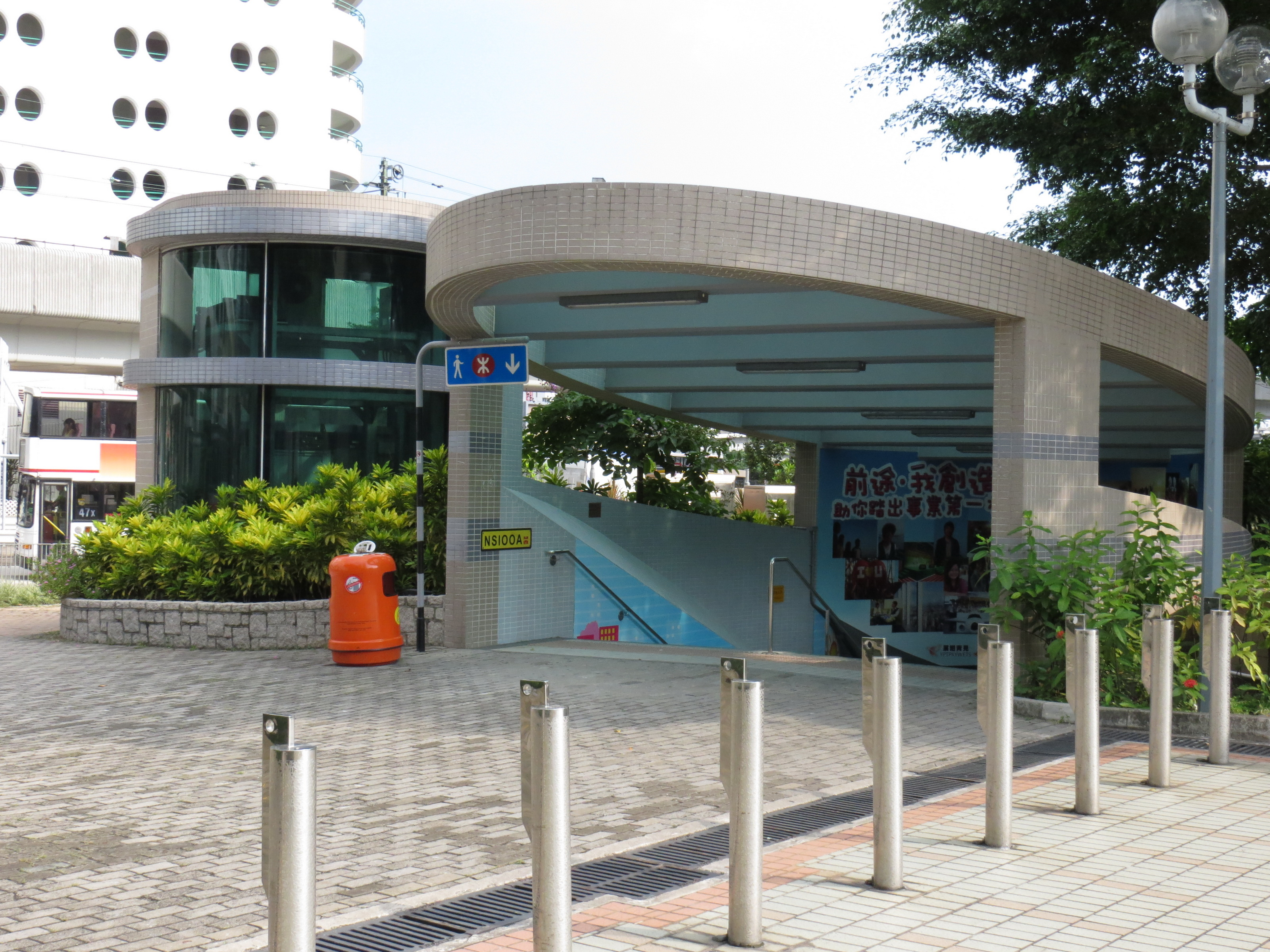
葵青劇院前的行人隧道出口，可通往港鐵葵芳站C出口，左後方建築物為葵芳多層停車場。

## 交通
葵福路
巴士